# Monteveglio
Monteveglio ist eine Fraktion der italienischen Gemeinde (comune) Valsamoggia in der Metropolitanstadt Bologna, Region Emilia-Romagna.

## Lage
Monteveglio liegt im Samoggia-Tal am Zusammenfluss des Samoggia mit dem Bach Ghiaia etwa 19 Kilometer südwestlich von Bologna auf 114 m s.l.m. an den nördlichen Ausläufern des toskanisch-emilianischen Apennin. Der mittelalterliche Ortsteil „Monteveglio Alto“ findet sich auf dem 298 Meter hohen Monteveglio, während zu dessen Füßen das Ende des 19. Jahrhunderts entstandene „Monteveglio Nuovo“ liegt.

## Geschichte

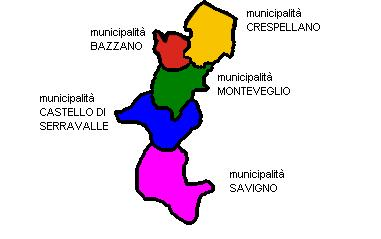
Gliederung von Valsamoggia mit Monteveglio in grün

Die Ursprünge der Burg von Monteveglio in deren Schutz der Ort Monteveglio entstand, reichen in das 11. Jahrhundert zurück. 1092 wurde die von den Canossa gehaltene Burg von Heinrich IV vier Monate lang vergeblich belagert. Im gleichen Jahr begann man mit dem Bau der Abtei. Nach dem Tod Mathilde von Canossas 1115 verblieb die Burg im Besitz der Canossa. In der Folgezeit gelangte Monteveglio unter den Einfluss der beiden rivalisierenden Signorie von Modena und Bologna und wechselte mehrmals den Besitzer. 1157 fiel Monteveglio an Bologna, wurde aber 1170 von den Bolognesi gebrandschatzt, weil man Bologna keinen militärischen Beistand geleistet hatte. Das letzte bedeutendere Ereignis war die Belagerung der Burg im März 1527 durch die Landsknechte Karls V., die kurz vor der Einnahme der Burg standen, bevor ein plötzlicher Wintereinbruch sie weichen ließ. Danach verlor Monteveglio langsam seine militärische Bedeutung. 1803 wurde Monteveglio der Gemeinde Serravalle angeschlossen, bevor er 1810 eine eigenständige Gemeinde bildete. Ende des 19. Jahrhunderts entstand östlich des Burgberges das neue Monteveglio.
Zum 1. Januar 2014 bildete Monteveglio zusammen mit den Gemeinden Bazzano, Castello di Serravalle, Crespellano und Savigno die neue Gemeinde Valsamoggia. Der Gemeindefusion war ein Volksentscheid am 25. November 2012 vorausgegangen, bei dem sich in Castello di Serravalle, Crespellano und Monteveglio eine Mehrheit für und in Bazzano und Savigno eine Mehrheit gegen den Zusammenschluss aussprach. In Monteveglio lag die Befürwortung mit 59,03 % am höchsten. Die Ergebnisse aller fünf Gemeinden zusammengerechnet ergab ein Votum von 51,46 % für die Fusion. Zum ehemaligen Gemeindegebiet gehörten auch die Ortsteile Formica, Montebudello, Oliveto, Stiore und Ziribega.

## Sehenswürdigkeiten
Monteveglio war über Jahrhunderte das Schlachtfeld vieler historischer Konflikte zwischen den verschiedensten Herrschern. Rund um die mittelalterliche Burgsiedlung Monteveglio Alto und der von Mathilde von Canossa errichteten Abtei Santa Maria Assunta, kann man im Parco regionale dell’Abbazia di Monteveglio (dem regionalen Naturpark der Abtei von Monteveglio) Bergwanderungen unternehmen. Die Parkgrenzen umfassen ein Gebiet von ca. 1000 Hektar. Die Abtei und Monteveglio Alto stellen die Hauptsehenswürdigkeiten dar. Von der Burganlage sind noch das Burgtor über das man Monteveglio Alto betritt und ein aus dem 13. Jahrhundert stammender Wehrturm erhalten.
Die bäuerlich geprägte Ortschaft San Teodoro beherbergt heute den Sitz der Parkverwaltung. Im Hauptgebäude wurde ein Dokumentationszentrum für die Umwelt mit einer Fachbibliothek und einem Labor errichtet, wo auch Räumlichkeiten für Seminare, Kurse und Konferenzen liegen. Ein Raum dient auch der Aufbewahrung der Funde des Parks.
Insbesondere ist das Tal um den Rio Ramato unter ökologischen Gesichtspunkten wegen der Dichte der unterschiedlichen Lebensräume geeignet für Unterrichtszwecke. Dieses Gebiet, in Zielorte und Pfade unterteilt, erstreckt sich auf 30 Hektar.

## Andere Ortschaften
Eine ausgezeichnete Küche kann man in der Ortschaft Oliveto genießen, die sich Casa Grande dell'Ebreo (Großes Haus des Juden) rühmt. In Montebudello überragt der Turm aus dem 16. Jahrhundert der Kirche S. Andrea in Conegliano das Tal des Panaro.